# Ignace Fink
Pour les articles homonymes, voir Fink.
Ignace Fink, né le 10 octobre 1912 à Sanok en Galicie et mort le 31 mai 1993 à Paris 16e, est un ancien résistant et dirigeant d'organisme social, directeur du Comité d'action sociale et de reconstruction (COJASOR) de 1947 à 1990.

## Biographie
Ignace Fink est le fils de Mois Mayer et de Chaja Dreisel Fink.
En 1939, à Nice, il rencontre Olga Kaplan, une jeune médecin née le 2 juillet 1914 à Petrograd, en Russie. Ils se marient. Ils s'engagent dans la Résistance,, et travaillent à l'organisation du sauvetage des milliers de réfugiés juifs de la Côte d'Azur. Ignace Fink distribue des faux-papiers. Il est repéré par la Gestapo. Le couple Fink doit quitter Nice, pour Grenoble, où ils restent jusqu'à la Libération.
C'est à Grenoble que naît leur premier fils, Mathias Fink, futur membre de l'Académie des sciences et professeur au Collège de France.
De 1947 à 1990, il est le directeur du Comité d'action sociale et de reconstruction (COJASOR).
Il est décédé à Paris en 1993, à l'âge de 83 ans. sa femme Olga Kaplan est décédée en juin 2010.

## Honneurs
- Chevalier de la Légion d'honneur

## Hommages
Un établissement d'hébergement pour personnes âgées dépendantes (EHPAD) « Ignace Fink-La Colline » est inauguré à Nice en mars 2008.